# Праховник Артур Веніамінович
Артур Веніамінович Праховник (21 грудня 1940 — 13 травня 2012) — український вчений-енергетик, спеціаліст в галузі електротехнічних систем електроспоживання, енергозбереження та енергоменеджменту, доктор технічних наук, професор, педагог і організатор вищої школи, один із засновників і член Академії інженерних наук України (з 1991 року), член Нью-Йоркської академії наук (у 1994–1997 роках), член міжнародних інституцій ІЕЕЕ (США; у 1994–1999 роках), ІДЕ (США; у 1993–1998 роках).

## Біографія
Народився 21 грудня 1940 року в Гомельській області Білоруської РСР. Навчався в гірничій школі, військовому училищі, працював на шахтах «Нововолинськвугілля», у 1961–1965 роках навчався у Київському політехнічному інституті на факультеті автоматики та електроприладобудування.
В 1971 році захистив кандидатську дисертацію. З 1974 року працював доцентом КПІ. У 1976–1977 роках навчався у Делфтському технологічному університеті у Нідерландах. У 1982 році захистив докторську дисертацію. В 1984–1989 роках обіймав посаду проректора КПІ з навчальної роботи. З 1984 року — професор кафедри електропостачання КПІ та науковий керівних галузевої науково-дослідницької лабораторії «Методи і засоби контролю та управління електроспоживанням». З 1985 року — завідувач кафедри автоматизації управління електроспоживанням. З 1988 року обіймав посаду завідувача кафедри електропостачання. В 1987 році став директором науково-інженерного центру енергозбереження КПІ, а з 1991 року — директор НДІ автоматики та енергетики «Енергія». З 1997 року очолював створений постановою Кабінету Міністрів України Навчально-науковий інститут енергозбереження та енергоменеджменту НТУУ «КПІ».

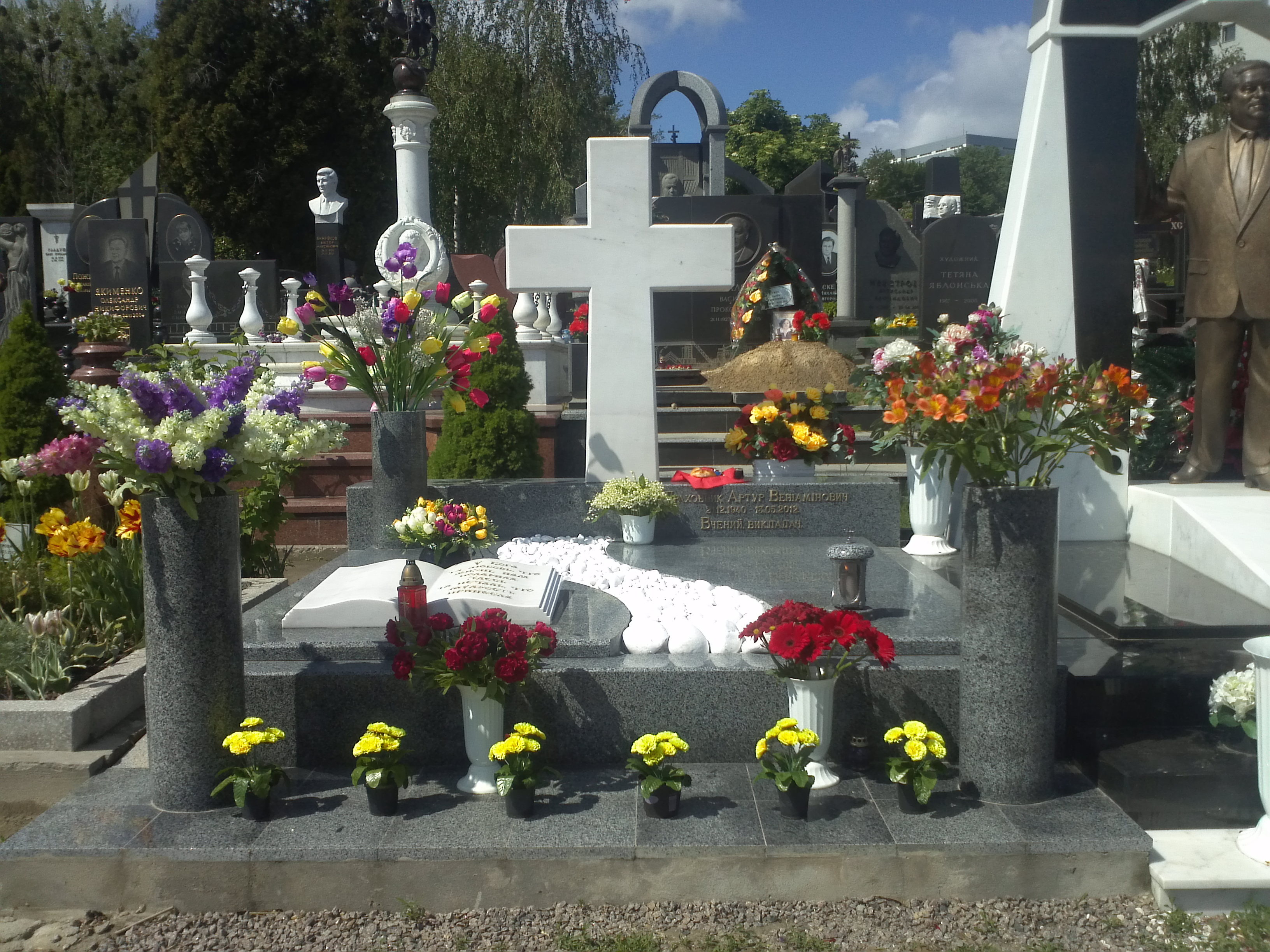
Могила Артура Вениаминовича Праховника. Байковое кладбище. Киев. Украина

Помер 13 травня 2012 року. Похований в Києві на Байковому кладовищі (ділянка № 52а).

## Наукова діяльність
Автор майже 400 наукових праць з питань моделювання в енергетиці, автоматизації управління енергетичними об'єктами, прогнозування, оптимізації режимів електроспоживання, енергетичного менеджменту, сталого розвитку енергетики, виданих у багатьох країнах світу (Болгарія, Польща, Бразилія, Італія, Нідерланди, Німеччина, США та інших). Серед видань — 31 книга (11 монографій, 12 навчальних посібників та 8 посібників для спеціалістів промисловості), 40 винаходів та 13 державних стандартів.
Під його керівництвом підготовлено та захищено 21 кандидатську дисертацію, був науковим консультантом 5 докторських дисертацій.

## Відзнаки
Нагороджений медаллю Президії Верховної Ради СРСР, орденом «За заслуги» ІІІ ступеня (2008; за вагомий особистий внесок у розвиток вітчизняної науки, підготовку висококваліфікованих спеціалістів, багаторічну сумлінну працю та з нагоди Дня науки), знаком «Відмінник освіти України» (2000), багатьма нагрудними знаками та пам'ятними медалями.
Ветеран праці (з 1987 року). Заслужений діяч науки і техніки України (з 1998 року), заслужений професор НТУУ «КПІ» (з 1999 року), заслужений енергетик СНД (з 2001 року).
Американський біографічний інститут обрав його Людиною 2000 року і нагородив пам'ятною медаллю та статуеткою Universal of Accomplishment (Визнаний), а Американський біографічний інститут обрав його Людиною 2008 року від України.
Державна премія України в галузі науки і техніки 2013 року — за роботу «Автоматизована система обліку електричної енергії з контролем показників якості» (у складі колективу, посмертно)

## Пам'ять
Дані вченого занесено:
- до видань: Who's Who in the World (Хто є хто в світі), США; Who's Who in Science and Engineering (Хто є хто в науці і інженерії), США; енциклопедія «Энергетики России»;
- до книги Міжнародного біографічного центру Outstanding People et the 20Th Century (Відомі люди 20-го століття), Кембридж, Англія.